# Mölnlycke

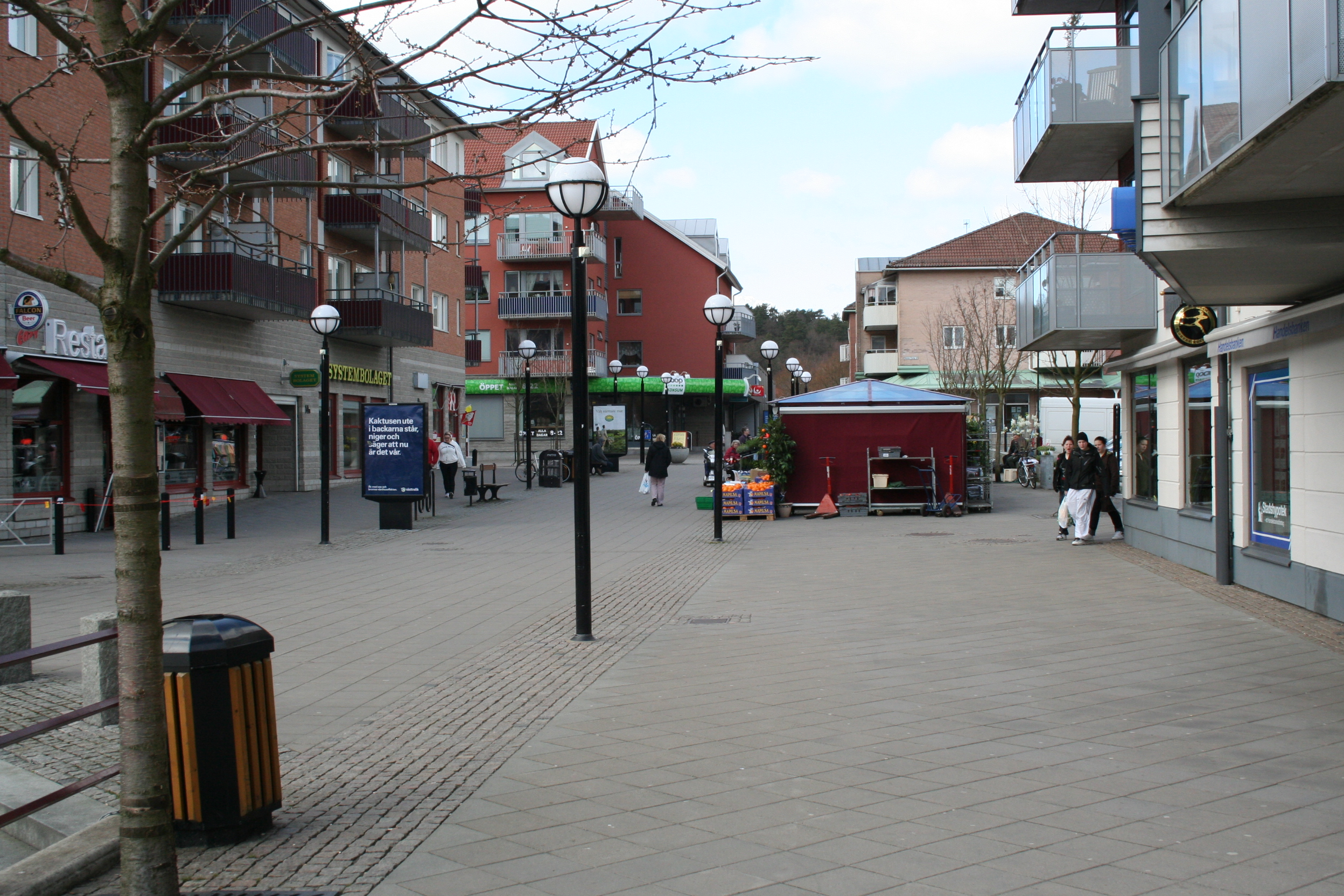
Mölnlycke

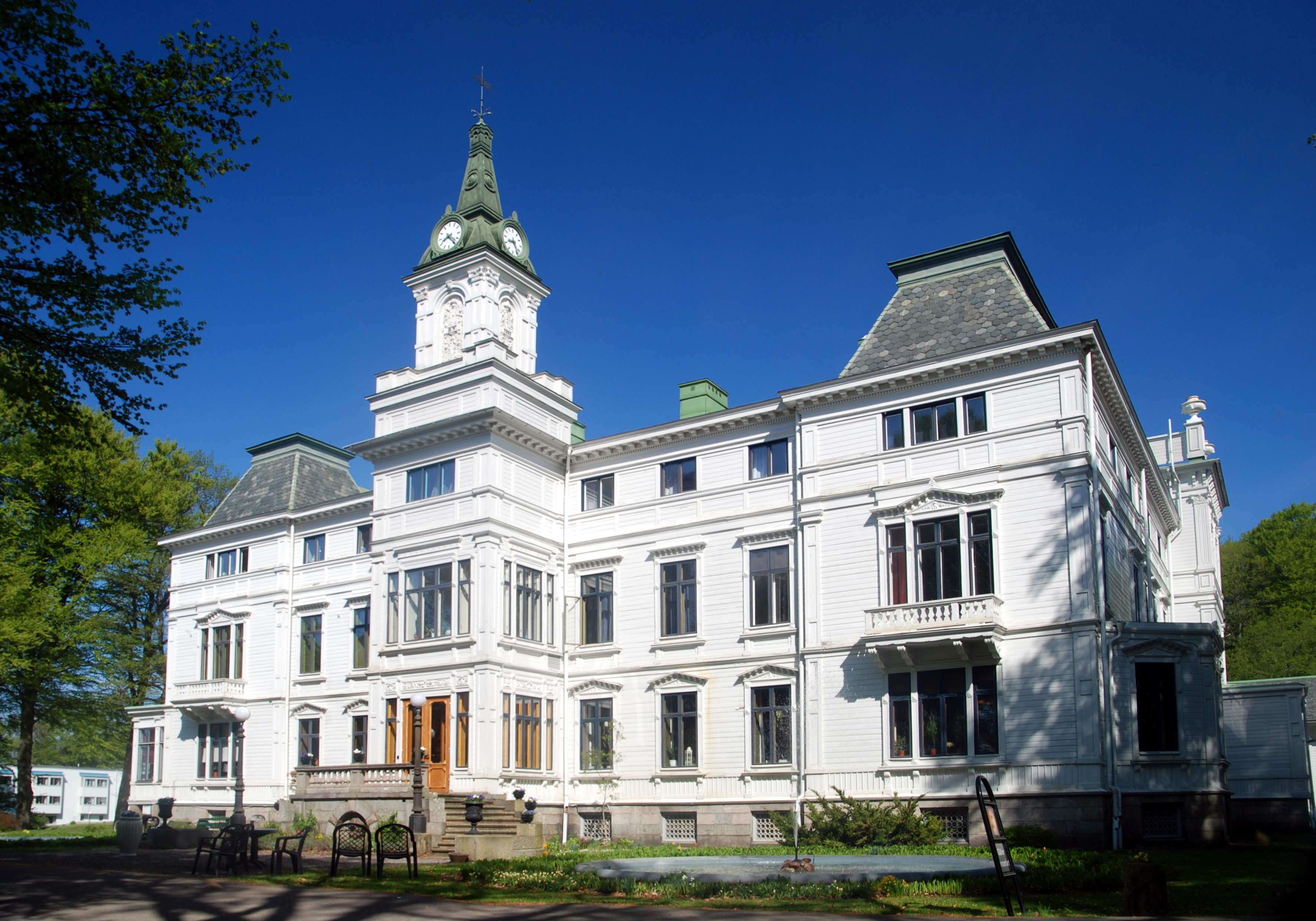
Đại học Wendelsberg

Mölnlycke là thành phố ở phía nam Thụy Điển, ở hạt Västergötland, gần Göteborg, có diện tích 7.97  km². Thành phố có dân số 15,289 người năm 2008.